# Scrotum
För andra betydelser, se Pung.
Pung, scrotum eller skrotum består av hud och muskler innehållande bland annat sädesledare och testiklar, där spermierna produceras.
Pungen har ett ärr längs med mitten upp på penis, från mellangården, som heter raphe, som bilden visar. I pungen arbetar musklerna för att hålla en jämn temperatur på testiklarna genom att dra ihop pungen när det är kallt, och förstora den vid värme.
Efter puberteten är pungen oftast beväxt med pubishår

## Bilder

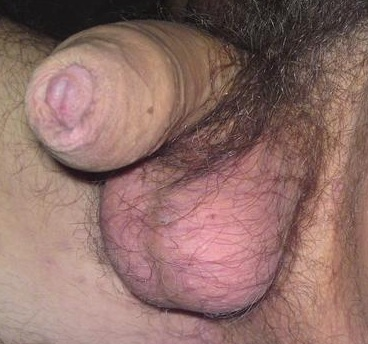
Scrotum och dess testiklar är placerade under penis.
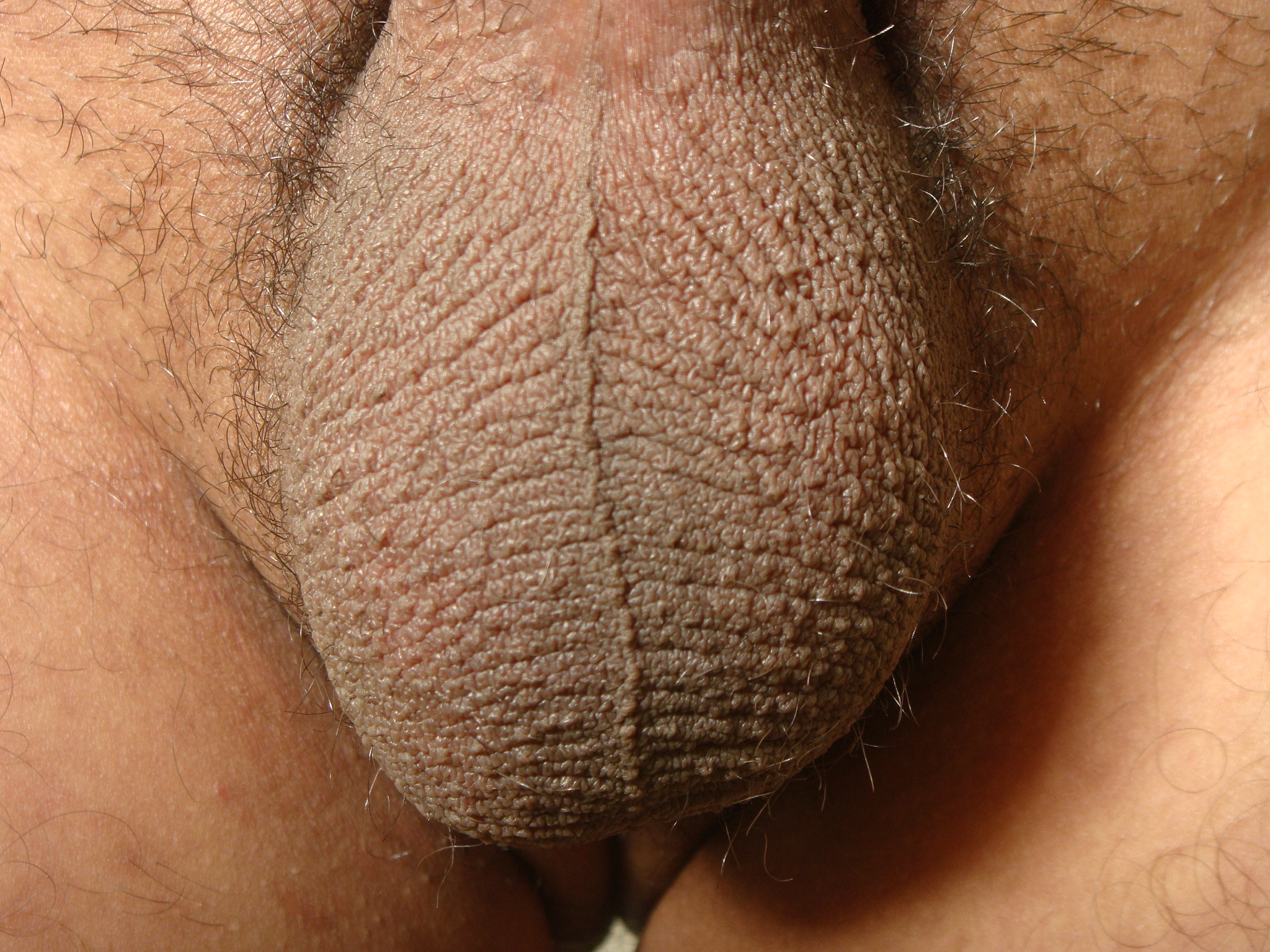
Scrotum med raphe.
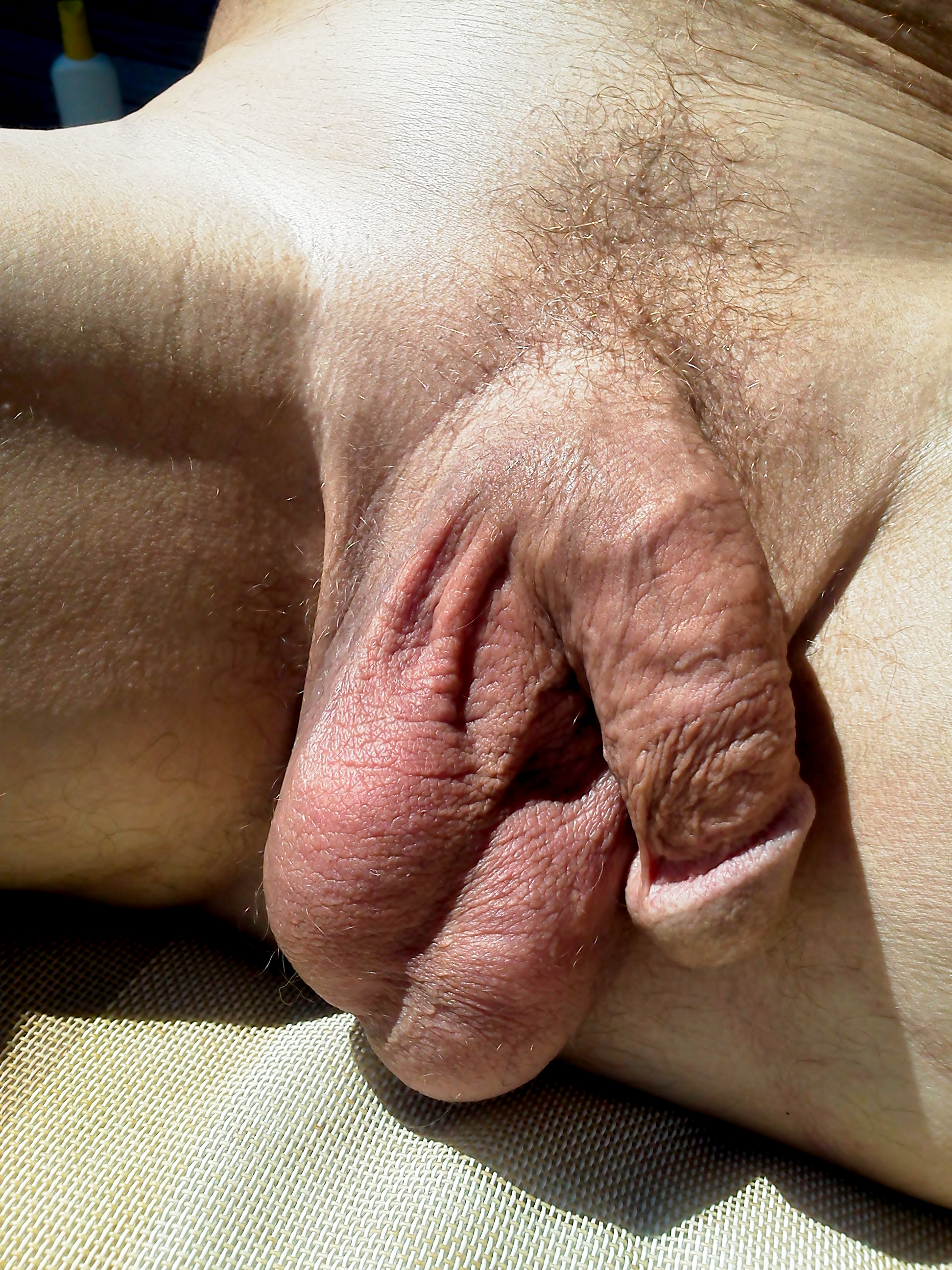
Asymmetrisk scrotum.

### Webbkällor
- ”Pung”. Svensk MeSH. Karolinska Institutet. https://mesh.kib.ki.se/term/D012611/scrotum. Läst 6 oktober 2020.